# A Manchester United FC 2022–2023-as szezonja
Ez a szócikk a Manchester United FC 2022–2023-as szezonjáról szól, amely a csapatnak sorozatban 48. az angol első osztályban és 31. a Premier League-ben. Ez a második szezon, amelyben a United szponzora a TeamViewer. Öt és fél év elteltével ebben a szezonban nyerte meg első trófeáját a United, a ligakupa Newcastle United elleni elhódításával. Ezek mellett harmadikak lettek, így visszatérve az UEFA-bajnokok ligájába.
A nyár folyamán és az előző szezon közben nagy átalakuláson ment át a csapat, több fontos vezető is távozott a klubtól, mint Ed Woodward, Matt Judge és a klub tehetségkutató csapatának nagy része. Ezek mellett ezen szezon során jelentette be a Glazer-család, hogy tervezik eladni a csapatot.
A katari világbajnokságnak köszönhetően 2022. november 13-tól szünetelt a bajnokság, a torna utáni első mérkőzés 2022. december 26-án került megrendezésre.

## Mezek
Gyártó: Adidas
Mezszponzor: TeamViewer

### Mezőnyjátékos mez
| Hazai | Vendég | Harmadik |

### Kapus mez
| Kapus 1 | Kapus 2 | Kapus 3 |

## Előszezon és barátságos mérkőzések
A 2022–2023-as szezonra való felkészülésképp a csapat Thaiföldre és Ausztráliába utazott, hogy ott angol és ausztrál csapatok ellen játsszon négy mérkőzést. Az első mérkőzést a Liverpool ellen játszották július 12-én Bangkokban, amelyet a Melbourne Victory és a Crystal Palace elleni mérkőzések követtek Melbourne-ben. Mielőtt az Atlético Madrid ellen zárták a felkészülést július 30-án Oslóban, megmérkőztek az Aston Villa csapatával is, július 23-án, Perth-ben. Majd egy utolsó mérkőzésen léptek pályára a spanyol Rayo Vallecano csapata ellen az Old Traffordon július 31-én, amely összecsapás a csapat új menedzserének, Erik ten Hagnak első hazai mérkőzése volt. 2022. július 8-án a csapat Thaiföldre utazott, miután a Trafford Training Centre-ben július 1-én megkezdték a felkészülést az előszezonra. Azok a játékosok, akik képviselték nemzetüket a nyár folyamán, július 4-én csatlakoztak a csapat többi tagjához. A csapat részt vett a Bangkok Century Cupon Thaiföldön, ahol a Liverpool csapatát győzték le a Vörös Ördögök 4-0-ás arányban, ezzel elhódítva a trófeát. Az első Ausztráliában játszott mérkőzésén a Melbourne Victory ellen a United 4–1-re nyert, Scott McTominay, Anthony Martial és Marcus Rashford góljaival, illetve Edmond Lupancu öngóljával. A Victory egyetlen gólját Chris Ikonomidis szerezte. A csapat Crystal Palace elleni összecsapása 3-1-es eredménnyel végződött. A United gólszerzői Anthony Martial, Marcus Rashford valamint Jadon Sancho voltak, míg a Crystal Palace részéről Joel Ward volt eredményes. Az Aston Villa elleni mérkőzésen a United 2–0-ás előnyre tett szert az első félidőben Sancho góljával és Matty Cash öngóljával. Az Aston Villa a második félidőben Leon Bailey és Calum Chambers góljaival kiegyenlített. Július 27-én a csapat egy zárt kapus mérkőzést játszott az ötödosztályban szereplő Wrexham ellen. A 4–1-re végződött mérkőzésen Christian Eriksen, Amad Diallo, Alejandro Garnacho és Alex Telles voltak a gólszerzők. Az utolsó előtti felkészülési mérkőzésen a United 1–0-ás vereséget szenvedett az Atlético Madrid ellen. João Félix volt az egyetlen gólszerző és Fredet kiállították a hosszabbítás első percében. Az előszezon utolsó mérkőzését a csapat a Rayo Vallecano ellen játszotta az Old Traffordon. A United a 48. percben szerezte meg a vezetést Amad góljával, mielőtt Álvaro García kiegyenlített volna. A bajnokság kezdete után zárt ajtók mögött játszottak még egy barátságos mérkőzést a csapat edzőközpontjában, a Halifax Town ellen, amelyen a Vörös Ördögök 5–1-re diadalmaskodtak. Gólszerzőik James Garner, Eric Bailly, Raphaël Varane és Amad (2 gól) voltak.
A világbajnokság idejére is szervezett barátságos mérkőzéseket és egy edzőtábort a csapat, két spanyol együttes, a Cádiz és a Real Betis ellen. A spanyol út mindkét meccsét elvesztette a csapat, amit követően játszottak egy edzőmérkőzést az Everton ellen a carringtoni edzőközpontban, minek végeredménye 1–1 lett.
| Dátum              | Ellenfél           | Helyszín                   | Végeredmény | Góllövők                                                     | Nézőszám          |
| ------------------ | ------------------ | -------------------------- | ----------- | ------------------------------------------------------------ | ----------------- |
| 2022. július 12.   | Liverpool          | Racsamangala Stadion       | 4–0         | Sancho 12', Fred 30', Martial 33', Pellistri 76'             | 50 248            |
| 2022. július 15.   | Melbourne Victory  | Melbourne-i krikettstadion | 4–1         | McTominay 43', Martial 45+1', Rashford 78', Lupancu 90' (ög) | 74 157            |
| 2022. július 19.   | Crystal Palace     | Melbourne-i krikettstadion | 3–1         | Martial 18', Rashford 48', Sancho 59'                        | 76 499            |
| 2022. július 23.   | Aston Villa        | Optus Stadion              | 2–2         | Sancho 25', Cash 42' (ög)                                    | 58 228            |
| 2022. július 27.   | Wrexham            | Trafford Training Centre   | 4–1         | Eriksen, Amad, Garnacho, Telles                              | Zárt ajtók mögött |
| 2022. július 30.   | Atlético de Madrid | Ullevaal Stadion           | 0–1         |                                                              | 26 129            |
| 2022. július 31.   | Rayo Vallecano     | Old Trafford               | 1–1         | Amad 48'                                                     | 68 663            |
| 2022. augusztus 8. | Halifax Town       | Trafford Training Centre   | 5–1         | Garner, Bailly, Varane, Amad (2)                             | Zárt ajtók mögött |
| 2022. december 7.  | Cádiz              | Estadio Nuevo Mirandilla   | 2–4         | Martial 21' (11-es), Mainoo 48'                              | 14 648            |
| 2022. december 10. | Real Betis         | Estadio Benito Villamarin  | 1–0         |                                                              | 11 927            |
| 2022. december 15. | Everton            | Trafford Training Centre   | 1–1         | ?                                                            | Zárt ajtók mögött |

## Premier League

### Mérkőzések
Az egyes fordulók párosításait 2022. június 16-án jelentette be a Premier League. Ezen szezonban az angol bajnokság 2022. augusztus 6-án kezdődött és 2023. május 28-án ér véget. A szezon első mérkőzését a United a Brighton & Hove Albion ellen játszotta. A United félidőre már 2–0-ás hátrányban volt Pascal Groß duplájának köszönhetően. A csapat egyetlen gólja egy Brighton-öngól volt. A második bajnokin a szezonban, a Brentford ellen, a United már 35 perc után négy gólos hátrányban volt. A déli csapat gólszerzői Josh Dasilva, Mathias Jensen, Ben Mee és Bryan Mbeuma voltak. AZ 1992–1993-as szezon óta ez volt az első. alkalom, hogy a United két vereséggel kezdte az évet, így az utolsók voltak a bajnokságban. Sorozatban hetedik mérkőzését vesztette el idegenben a bajnokságban a manchesteri csapat, a legrosszabb sorozat az 1936–1937-es szezon óta, amiben a United ki is esett. Ezzel együtt abban a szezonban kapott ki a United legutóbb a Brentford csapatától. John Chapman óta 1921-ben, Erik ten Hag lett az első United-menedzser, aki elvesztette első két mérkőzését. A United az első győzelmét a rivális Liverpool ellen szerezte meg, Jadon Sancho és Marcus Rashford góljainak köszönhetően. Szaláh ugyan szépített, de a Vörös Ördögök diadalmaskodtak, a bajnokságban 2018. március 10. óta először. A Southampton ellen a United Bruno Fernandes 55. percben szerzett góljával szerezte meg a vezetést, Diogo Dalot beadását követően. Casemiro is bemutatkozott a mérkőzésen, Anthony Elanga cseréjeként.

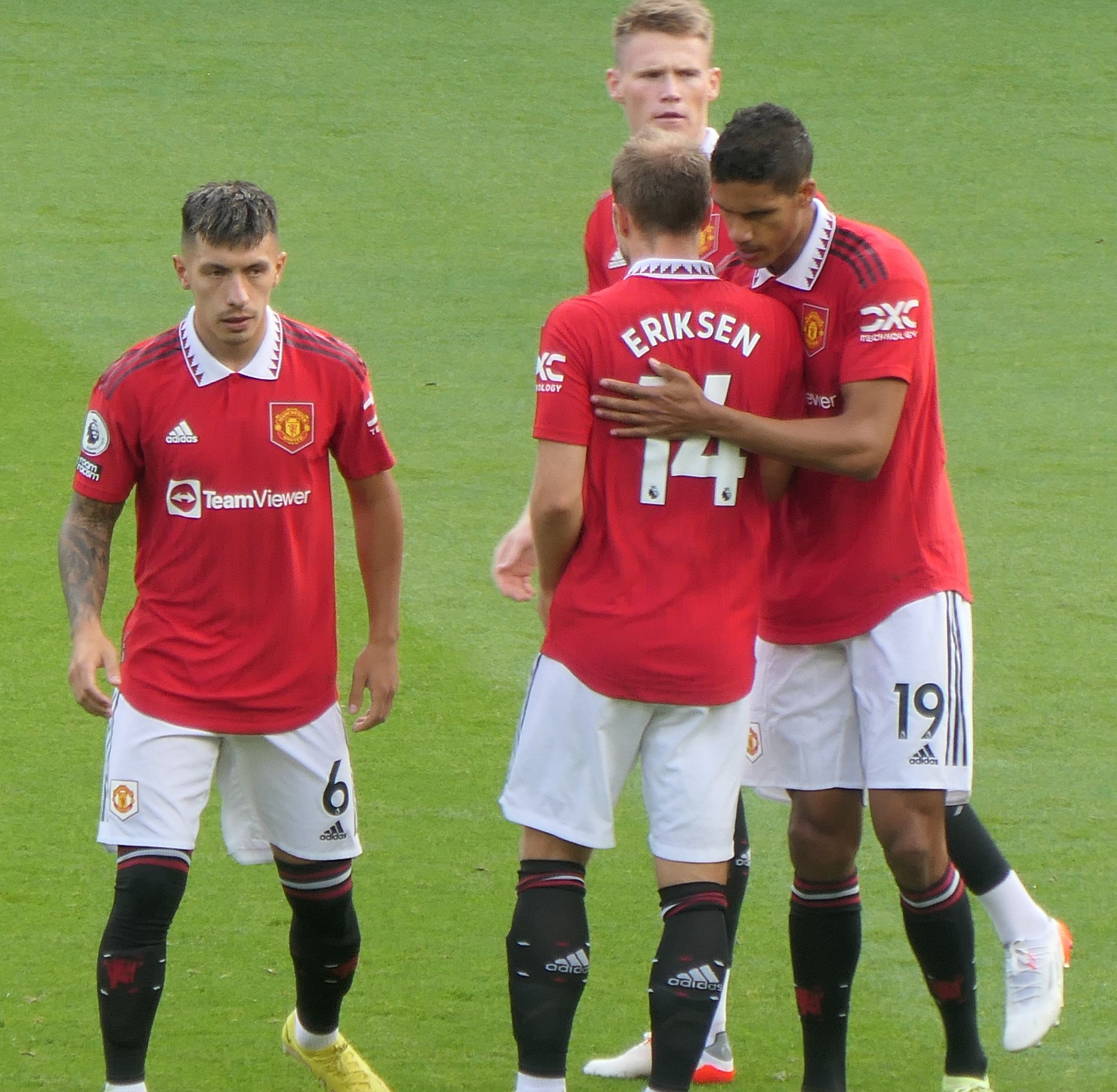
A United játékosai az Arsenal elleni győztes szeptemberi bajnoki közben

A Leicester City elleni mérkőzés volt az első szeptemberben, amit a United ismét egy góllal nyert meg, aminek szerzője ezúttal Jadon Sancho volt. Az Arsenal ellen a debütáló Antony góljával szerezték meg a vezetést, a 35. percben. Majd miután Bukayo Saka kiegyenlített, Marcus Rashford duplájával a 75. percre a United már 3–1-re vezetett, ami a végeredmény lett. Pár nappal később kiderült, hogy ez volt az utolsó mérkőzés, amit a United a hónapban játszott, mikor elhunyt az ország királynője, II. Erzsébet. Halálát követően a Premier League a bajnokság szüneteltetése mellett döntött, majd a következő héten a királynő temetése miatt mondták le a Leeds United elleni derbit.
Október első bajnokija a manchesteri derbi volt, amin a United 6–3-as vereséget szenvedett a városi rivális ellen, Phil Foden és Erling Haaland mesterhármasainak köszönhetői. A United gólszerzői Antony és Anthony Martial voltak. A nagy derbi-vereséget követően Liverpoolba utazott a United, hogy az Everton ellen játszon. Gyorsan hátrányba kerültek Alex Iwobi gólját követően, de Antony és Cristiano Ronaldo góljainak köszönhetően már a félidő előtt előnyben voltak a Vörös Ördögök. Anthony gólja sorozatban harmadikja volt, így három bajnoki szereplésén már ugyanannyi gólja volt. Ronaldo 44. percben szerzett találta pedig pályafutásának 700. klubgólja volt. A labdarúgás történetének első játékosa lett, aki 700 gólt tudott szerezni klubcsapatokban. A következő mérkőzésen a manchesteri csapat a Newcastle United ellen játszott, ahol David de Gea 500. alkalommal lépett pályára a csapat színeiben, a csapat történetében a tizenegyedik játékosként. A mérkőzés végeredménye 0–0 lett, a csapat első döntetlenje a bajnokságban. Október 19-én a United a Tottenham Hotspur csapatát fogadta az Old Traffordon. A Vörös Ördögök kiemelkedően játszottak, a 47. percben szerezték meg a vezetést Fred góljával, mielőtt Fernandes a 69. percben bebiztosította volna a győzelmet a harmadik helyen álló Spurs ellen. A United hasonlóan kiemelkedően játszott a Chelsea elleni rangadón október 23-án, de a 87. percben hátrányba kerültek Jorginho büntetője következtében. Sokáig úgy tűnt ezzel ki fog kapni a United, de Casemiro egy fejes góllal a 94. percben kiegyenlített. Október utolsó mérkőzését a manchesteri csapat a West Ham United ellen játszotta. Marcus Rashford 100. United-góljával szerezték meg a vezetést és egyben a győzelmet a 38. percben. A játékos a 22. lett a csapat történetében, aki százszor be tudott találni.  Ezen a mérkőzésen érte el a 85 évet az a United-rekord, ami szerint minden keretben volt legalább egy saját nevelésű játékos.
November 5-én játszotta a United az első mérkőzését a hónapban, ami egyben az utolsó előtti volt a 2022-es világbajnokság kezdete előtt, az Aston Villa ellen, Birminghamben. A Vörös Ördögök az első tíz percben két gólt kaptak, először Leon Bailey talált be, majd Lucas Digne egy szabadrúgásból. Jacob Ramsey öngóljával, ami Luke Shaw lövéséből pattant a kapuba, szépített a United a 45. percben, mielőtt a birminghami csapat ismét gólt szerzett, ezúttal Ramsey az ellenfél kapuját vette be. Ez volt Unai Emery első Premier League-mérkőzése, mióta elhagyta az Arsenalt és a United első veresége a Villa Parkban 1999 októbere óta és első a bajnokságban 1995 augusztusa óta. A világbajnokság elleni utolsó bajnokit idegenben játszotta a United, a Fulham ellen. Christian Eriksen első United-góljával szerezte meg a csapat a vezetést, mielőtt a Fulham a második félidőben a korábban United-játékos Daniel James góljával kiegyenlített volna. Nagyon sokáig úgy tűnt, hogy a bajnokság ezen szakaszának utolsó meccse döntetlen lesz, de a 93. percben a csereként pályára lépő Alejandro Garnacho megszerezte első bajnoki gólját és megnyerte a meccset a Vörös Ördögöknek.
A világbajnokság befejezte után a bajnokságba a Nottingham Forest ellen tért vissza a United. Huszonkét perc alatt már két gól előnyben volt a manchesteri csapat, Rashford tizedik góljával a szezonban, amivel beérte Éric Cantona a Vörös Ördögök színeiben szerzett Premier League-találatainak számát, illetve Martial góljával. Végül a csereként beálló Fred állította be a 3–0-ás végeredményt. A Wolverhampton Wanderers ellen a csereként beálló Marcus Rashford szerezte meg a vezető gólt a 76. percben, mielőtt majdnem megduplázta az előnyt, de a videóbíró kéz miatt elvette a találatot. A United 1–0-ra nyerte a naptári év utolsó mérkőzését, bebiztosítva, hogy 4. helyen kezdik meg az új évet, először az ötödik pozíció fölött szezonban.
Az újév első mérkőzését az újonc Bournemouth ellen játszotta a United. A vezetést Casemiro szerezte meg a 23. percben, amit a második félidő elején duplázott meg Luke Shaw, az első találatával az Old Traffordon 2018 óta, Garnacho gólpasszát követően. Rashford szerezte az utolsó gólt, ezzel már sorozatban harmadik bajnokiján betalálva. 2023. január 14-én rendezték meg a szezon második manchesteri derbijét. A City előnyt szerzett a 60. percben Jack Grealish góljával, azt követően, hogy. dominálták a második félidő első felében. A 78. percben a United egy vitatott góllal egyenlített, mikor Marcus Rashford lesen állva kapta a labdát és mögötte futott, hozzá nem érve, mielőtt Bruno Fernandes a kapuba nem lőtte volna azt. Mindössze négy perc kellett a Unitednek, hogy előnybe kerüljenek, Marcus Rashford szerezte meg a győztes gólt, sorozatban kilencedik hazai pályán szerzett góljával. Ezzel ő lett a második játékos a United történetében Dennis Viollet után, aki sorozatban kilenc hazai mérkőzésen talált be. Három nappal később a Crystal Palace elleni bajnokin a 91. percig vezetett a United, Fernandes góljával, amíg Michael Olise ki nem egyenlített egy szabadrúgásgóllal, beállítva az 1–1-es végeredményt. A hónap utolsó mérkőzését a listavezető Arsenal ellen játszotta a United. Marcus Rashford góljával szerezte meg a United a vezetést. Eddie Nketiah és Bukayo Saka góljait követően Lisandro Martínez az 59. percben megszerezte első United-gólját, kiegyenlítve a mérkőzést. A United végül a 90. percben kapta a gólt, amivel az Arsenal beállította a 3–2-es végeredményt. Ezzel az Arsenal veretlenségi sorozata a bajnokságban 13 mérkőzés lett, illetve bővítették veretlenségi sorozatukat hazai pályán a United ellen öt mérkőzésre. A Vörös Ördögök 2017-ben nyertek legutóbb az Emirates Stadionban.
Február első bajnoki mérkőzését a United a Crystal Palace ellen játszotta. A Vörös Ördögök nagyon gyorsan megszerezték a vezetést, miután Will Hughes a büntetőterületen belül kézzel ért a labdához. A tizenegyest Bruno Fernandes értékesítette a hetedik percben. Marcus Rashford duplázta meg a United előnyét, a 62. percben, ami hatodik gólja volt hét bajnoki találkozón. Nyolc perccel később Casemiro piros lapot kapott, miután megragadta Hughes nyakát, amit követően Jeffrey Schlupp szinte azonnal szépített. A United végül 2–1-re diadalmaskodott. Ezen a mérkőzésen mutatkozott Marcel Sabitzer a United színeiben. A United következő mérkőzése a királynő halála miatt szeptemberben elhalasztott Leeds United elleni találkozó volt. A rózsák derbijén a Leeds kevesebb, mint egy perc alatt betalált, majd a második félidő elején megduplázták előnyüket, Varane öngóljával. A United Sancho és Rashford góljaival a 70. percre már kiegyenlített, de a győztes találatot nem sikerült megszerezniük. A következő bajnoki mérkőzését a United szintén a riválisa ellen játszotta, ezúttal Leeds-be utazva. A Unitednek nyolcvan perc kellett, hogy betaláljanak, de akkor öt perc alatt eldöntötték a mérkőzést, Rashford és Garnacho góljaival. A United február utolsó bajnoki mérkőzését a Leicester City ellen játszotta. Sorozatban a harmadik mérkőzésen szerezte a csapat első gólját Rashford, ezúttal a 25. percben, majd az 58. percben megduplázta az előnyt, mielőtt Jadon Sancho beállította a végeredményt a United harmadik találatával. Ezen a mérkőzésen mutatkozott be a bajnokságban Kobbie Mainoo. Rashford első góljával megdöntötte saját legsikeresebb szezonjának gólrekordját. Ezek mellett David de Gea beállította Peter Schmeichel rekordját a legtöbb kapott gól nélküli mérkőzésért a United kapusaként.
Március első mérkőzését a Premier League-ben Erik ten Hag csapata a Liverpool ellen játszotta az Anfielden. 1931 óta a legnagyobb veresége volt a csapatnak, 7–0-ra kaptak ki. Mohamed Szaláh, Cody Gakpo és Darwin Núñez dupláztak, míg a hetedik gólt Roberto Firmino szerezte. Ezek mellett ez lett a derbi történetének legnagyobb különbségű mérkőzése, az eddigi rekordot a Newton Heath 1895-ös, még a másodosztályban történt 7–1-es veresége tartotta. A United a következő mérkőzésén a Southamptont fogadta hazai pályán, 2023. március 12-én. A 34. percben kiállították Casemirót, akinek ez a második piros lapja volt a szezonban, így négy mérkőzésre eltiltották.
A Manchester United első mérkőzését áprilisban a Newcastle United ellen játszotta, a válogatott-szünetet követően. Joe Willock szerezte meg a vezetést a Newcastle számára a 65. percben, majd Callum Wilson duplázta meg az előnyt, beállítva a végeredményt. A United így visszaesett a negyedik helyre, január óta először. A United következő bajnokija a Brentford ellen a ligakupa-döntő miatt elhalasztott találkozó volt. Rashford góljával szerezte meg a United a vezetést, a 27. percben, ami elégnek bizonyult a győzelemhez. Ezt követően a United az Evertonnal játszott hazai pályán. Azt követően, hogy Jordan Pickford kiemelkedően védett az első fél órában, Scott McTominay szerezte meg a vezetést a 36. percben, első bajnoki góljával a szezonban. Anthony Martial duplázta meg a csapat előnyét, Rashford gólpasszát követően, beállítva a 2–0-ás végeredményt. A Vörös Ördögök következő bajnoki mérkőzésüket a Nottingham Forest ellen játszották. Antony első Premier League-góljával október óta szerezték meg a vezetést, miután a labda kipattant Keylor Navasról. Ezt Diogo Dalot első Premier League-találata követte a 76. percben, a játékos 100. United-mérkőzésén, Antony gólpasszából, beállítva a 2–0-ás végeredményt. Utolsó előtti bajnokiját a United a Tottenham ellen játszotta, akik előző mérkőzésükön 6–1-re kikaptak és edzőt váltottak. Jadon Sancho már a hetedik percben megszerezte a vezetést csapatának, az előnyt pedig Rashford duplázta meg, nem sokkal a félidő vége előtt. A második félidőben a Spurs átvette az irányítást, a 79. percre kiegyenlítettek. Április utolsó mérkőzésén Bruno Fernandes góljával diadalmaskodott a United az Aston Villa ellen.
Május első bajnoki találkozóján, a szezonnyitó visszavágóján a Brighton & Hove Albion ellen egyik csapat se tudott gólt szerezni a 99. percig, mikor a Brighton büntetőt kapott. A büntetőt Luke Shaw kezezése után értékesítette Alexis Mac Allister, így a United mindkét bajnokiját elveszítette a déli csapat ellen a szezonban. Május 7-én a West Ham United ellen játszottak a Vörös Ördögök, a londoni csapat szerezte meg a vezetést a 27. percben, David de Gea hibáját követően. A legjobb négy helyért folytatott versenyben fontos, Wolverhampton Wanderers elleni mérkőzésen David de Gea megkapta pályafutása második Premier League-aranykesztyűjét, szezonja 16. kapott gól nélküli mérkőzését lehozva. A találkozót a United Martial és a sérülésből visszatérő Garnacho góljaival nyerte meg 2–0-ra. Május 20-án a United az AFC Bournemouth ellen játszott, ahol Casemiro 9. percben gólja elég volt a győzelemhez. A szezon utolsó előtti bajnokiját a Chelsea ellen játszotta a csapat. Az előző mérkőzéshez hasonlóan Casemiro ismét hamar betalált, a 6. percben fejesgólt szerzett. Ezt követően Martial duplázta meg a Vörös Ördögök előnyét, Sancho gólpasszát követően, a 45+6. percben. A harmadikat Wesley Fofana hibája után, büntetőből értékesítette Bruno Fernandes, majd öt perccel később Marcus Rashford is betalált, ismét a francia védő baklövését követően. Ez volt az angol támadó 30. gólja a szezonban, amivel az első játékos lett Robin van Persie óta, aki el tudta érni ezt a számot a csapat színeiben. Ugyan João Félix betalált a mérkőzés végén, a United könnyen diadalmaskodott és bebiztosította helyét az UEFA-bajnokok ligájában a következő szezonra. Az évad utolsó bajnokiját a United a  Fulham ellen játszotta, amin eldőlt, hogy a csapat harmadik vagy negyedik helyen zárja a szezont. A Fulham szerezte meg a vezetést Kenny Tete góljával, majd kaptak egy büntetőt is, amit David de Gea ki tudott védeni. Még a félidő vége előtt, a 39. percben kiegyenlített a United Jadon Sancho góljával. A második félidő elején, az 55. percben Fred gólpassza után Bruno Fernandes helyezte előnybe a csapatot, bebiztosítva a harmadik helyet a bajnokságban.
| Dátum               | Ellenfél                | H / V | Végeredmény | Gólszerzők                                                   | Nézőszám | Helyezés |
| ------------------- | ----------------------- | ----- | ----------- | ------------------------------------------------------------ | -------- | -------- |
| 2022. augusztus 7.  | Brighton & Hove Albion  | H     | 1–2         | Mac Allister 68' (ö.g.)                                      | 73 711   | 14.      |
| 2022. augusztus 13. | Brentford               | V     | 0–4         |                                                              | 17 250   | 20.      |
| 2022. augusztus 22. | Liverpool               | H     | 2–1         | Sancho 16', Rashford 53'                                     | 74 147   | 14.      |
| 2022. augusztus 27. | Southampton             | V     | 1–0         | Fernandes 55'                                                | 31 196   | 6.       |
| 2022. szeptember 1. | Leicester City          | V     | 1–0         | Sancho 23'                                                   | 32 226   | 5.       |
| 2022. szeptember 4. | Arsenal                 | H     | 3–1         | Antony 35', Rashford 65', 75'                                | 73 431   | 5.       |
| 2022. október 2.    | Manchester City         | V     | 3–6         | Antony 56', Martial 84', 90+1'                               | 53 475   | 6.       |
| 2022. október 9.    | Everton                 | V     | 2–1         | Antony 15', Ronaldo 44'                                      | 39 258   | 5.       |
| 2022. október 16.   | Newcastle United        | H     | 0–0         |                                                              | 73 726   | 5.       |
| 2022. október 19.   | Tottenham Hotspur       | H     | 2–0         | Fred 47', Fernandes 69'                                      | 73 677   | 5.       |
| 2022. október 23.   | Chelsea                 | V     | 1–1         | Casemiro 90+4'                                               | 39 503   | 5.       |
| 2022. október 30.   | West Ham United         | H     | 1–0         | Rashford 38'                                                 | 73 682   | 5.       |
| 2022. november 5.   | Aston Villa             | V     | 1–3         | Ramsey 45' (ö.g.)                                            | 42 058   | 5.       |
| 2022. november 13.  | Fulham                  | V     | 2–1         | Eriksen 14', Garnacho 90+3'                                  | 24 246   | 5.       |
| 2022. december 27.  | Nottingham Forest       | H     | 3–0         | Rashford 19', Martial 22', Fred 87'                          | 73 608   | 5.       |
| 2022. december 31.  | Wolverhampton Wanderers | V     | 1–0         | Rashford 76'                                                 | 31 658   | 4.       |
| 2023. január 3.     | Bournemouth             | H     | 3–0         | Casemiro 23', Shaw 49', Rashford 86'                         | 73 322   | 4.       |
| 2023. január 14.    | Manchester City         | H     | 2–1         | Fernandes 78', Rashford 82'                                  | 75 546   | 3.       |
| 2022. január 18.    | Crystal Palace          | V     | 1–1         | Fernandes 43'                                                | 23 343   | 3.       |
| 2023. január 22.    | Arsenal                 | V     | 2–3         | Rashford 17', Martínez 59'                                   | 60 325   | 4.       |
| 2023. február 4.    | Crystal Palace          | H     | 2–1         | Fernandes 7' (b.) Rashford 62'                               | 73 420   | 3.       |
| 2023. február 8.    | Leeds United            | H     | 2–2         | Rashford 62', Sancho 70'                                     | 73 456   | 3.       |
| 2023. február 12.   | Leeds United            | V     | 2–0         | Rashford 80', Garnacho 85'                                   | 36 919   | 2.       |
| 2023. február 19.   | Leicester City          | H     | 3–0         | Rashford 25', 58', Sancho 61'                                | 73 578   | 3.       |
| 2023. március 5.    | Liverpool               | V     | 0–7         |                                                              | 53 001   | 3.       |
| 2023. március 12.   | Southampton             | H     | 0–0         |                                                              | 73 439   | 3.       |
| 2023. április 2.    | Newcastle United        | V     | 0–2         |                                                              | 52 268   | 4.       |
| 2023. április 5.    | Brentford               | H     | 1–0         | Rashford 27'                                                 | 73 309   | 4.       |
| 2023. április 8.    | Everton                 | H     | 2–0         | McTominay 36', Martial 71'                                   | 73 509   | 3.       |
| 2023. április 16.   | Nottingham Forest       | V     | 2–0         | Antony 32', Dalot 76'                                        | 29 435   | 3.       |
| 2023. április 27.   | Tottenham Hotspur       | V     | 2–2         | Sancho 7', Rashford 44'                                      | 61 586   | 4.       |
| 2023. április 30.   | Aston Villa             | H     | 1–0         | Fernandes 39'                                                | 73 592   | 4.       |
| 2023. május 4.      | Brighton & Hove Albion  | V     | 0–1         |                                                              | 31 577   | 4.       |
| 2023. május 7.      | West Ham United         | V     | 0–1         |                                                              | 62 477   | 4.       |
| 2023. május 13.     | Wolverhampton Wanderers | H     | 2–0         | Martial 32', Garnacho 90+4'                                  | 73 570   | 4.       |
| 2023. május 20.     | Bournemouth             | V     | 1–0         | Casemiro 9'                                                  | 10 240   | 4.       |
| 2023. május 25.     | Chelsea                 | H     | 4–1         | Casemiro 6', Martial 45+6', Fernandes 73' (b.), Rashford 78' | 73 561   | 3.       |
| 2023. május 28.     | Fulham                  | H     | 2–1         | Sancho 39', Fernandes 55'                                    | 73 465   | 3.       |

1. ↑  A helyezés közvetlenül a mérkőzés után rögzítve
2. ↑  A mérkőzést eredetileg 2022. szeptember 11-én játszották volna le, de II. Erzsébet brit királynő halála után elhalasztották[32]
3. ↑  A mérkőzést eredetileg 2022. szeptember 18-án játszották volna le, de II. Erzsébet brit királynő temetése miatt elhalasztották[33]
4. ↑  A mérkőzést eredetileg 2023. február 26-án játszották volna le, de a Manchester United szereplése miatt a ligakupa-döntőben elhalasztották.[78]
5. ↑  A mérkőzést eredetileg 2023. március 19-én játszották volna le, de elhalasztották, mivel mindkét csapat érdekelt volt az FA-Kupa negyeddöntőjében.

### Bajnoki tabella
| Hely. | Csapat                 | M  | Gy | D  | V | G+ | G– | Gk  | P  | Továbbjutás vagy kiesés    |
| ----- | ---------------------- | -- | -- | -- | - | -- | -- | --- | -- | -------------------------- |
| 1.    | Manchester City CV (B) | 38 | 28 | 5  | 5 | 94 | 33 | +61 | 89 | Bajnokok Ligája-csoportkör |
| 2.    | Arsenal                | 38 | 26 | 6  | 6 | 88 | 43 | +45 | 84 | Bajnokok Ligája-csoportkör |
| 3.    | Manchester United      | 38 | 23 | 6  | 9 | 58 | 43 | +15 | 75 | Bajnokok Ligája-csoportkör |
| 4.    | Newcastle United       | 38 | 19 | 14 | 5 | 68 | 33 | +35 | 71 | Bajnokok Ligája-csoportkör |
| 5.    | Liverpool              | 38 | 19 | 10 | 9 | 75 | 47 | +28 | 67 | Európa-liga-csoportkör     |

1. ↑  A West Ham United az Európa Konferencia Liga megnyerésével jutott be.

## Európa-liga

### Csoportkör
Tekintve, hogy a United hatodik lett az előző szezon bajnokságában, a csoportkörben csatlakoznak a 2022–2023-as Európa-ligához. Ez a csapat második szezonja az Európa-ligában három év alatt, legutóbb másodikak lettek a 2020–2021-es szezonban, miután kikaptak az Unai Emery által irányított spanyol Villarreal csapatától a döntőben. Elődöntősek voltak a sorozatban 2020-ban és megnyerték a kupát a 2017-es döntőben, az Ajaxot legyőzve, akkor még José Mourinho vezetésével. Az elmúlt tíz évben ez volt a csapat ötödik Európa-liga szereplése, hiszen 2012-ben és 2016-ban is itt játszottak a kieséses szakaszban. A sorsolást 2022. augusztus 26-án tartották, Törökországban. A United a spanyol Real Sociedadal, a moldáv Sheriff Tiraspollal és a ciprusi Omónia Nicosiaval együtt az E csoportba került.
A csoportkör szeptember 8-án kezdődött, a Real Sociedad ellen. A United alulmaradt a mérkőzésen, miután Brais Méndez büntetőből betalált. Szeptember 15-én Chișinăuba utazott a United, hogy a Sheriff Tiraspol ellen játszanak, de Ukrajna orosz inváziója miatta Zimbru Stadionban játszották a mérkőzést a Sheriff otthona helyett. Jadon Sancho 17. és Ronaldo 39. percben szerzett góljaival tudtak nyerni. A ciprusi Omónia ellen a 34. percben hátrányba került a United, mielőtt a második félidőben három gólt rúgva, Rashford duplájával és Martial góljával be nem biztosították a győzelmet. 2022. október 13-án Francis Uzoho kiemelkedő kapusteljesítményének következtében nagyon sokáig úgy tűnt, hogy a Unitednek meg kell elégednie az egy ponttal a ciprusi csapat elleni visszavágón. A csereként pályára küldött Scott McTominay a 93. percben szerezte meg a győztesnek számító gólt.
A Sheriff Tiraspol elleni visszavágón a United a 44. percben tudta megszerezni a vezetést Diogo Dalot góljával, mielőtt az előnyt Rashford a 65. percben egy fejes góllal megduplázta volna. Sok próbálkozás után Cristiano Ronaldo megszerezte első gólját az Old Traffordon a szezonban, így az eredmény 3–0 lett. Ezzel a győzelemmel a United bebiztosította a helyét legalább az Európa-liga nyolcaddöntő rájátszásában. A csoportkör utolsó mérkőzésén dőlt el, hogy a United egyenesen a nyolcaddöntőbe jut vagy rájátszást kell játszania a Bajnokok-ligájából kieső csapatok egyikével. A Unitednek két gólos győzelemre volt szüksége. Alejandro Garnacho első United-góljával szerezték meg a vezetést a 17. perben, de az nem volt elég a csoportelsőséghez.
| Dátum                | Ellenfél         | H / V | Végeredmény | Góllövők                             | Nézőszám | Helyezés |
| -------------------- | ---------------- | ----- | ----------- | ------------------------------------ | -------- | -------- |
| 2022. szeptember 8.  | Real Sociedad    | H     | 0–1         | –                                    | 74 310   | 3.       |
| 2022. szeptember 15. | Sheriff Tiraspol | V     | 2–0         | Sancho 17', Ronaldo 39' (b.)         | 8 734    | 2.       |
| 2022. október 6.     | Omónia           | V     | 3–2         | Rashford 53', 84' Martial 63'        | 20 011   | 2.       |
| 2022. október 13.    | Omónia           | H     | 1–0         | McTominay 90+3'                      | 74 310   | 2.       |
| 2022. október 27.    | Sheriff Tiraspol | H     | 3–0         | Dalot 44', Rashford 65', Ronaldo 81' | 73 764   | 2.       |
| 2022. november 3.    | Real Sociedad    | V     | 1–0         | Garnacho 17'                         | 36 744   | 2.       |

1. ↑  A helyezés közvetlenűl a mérkőzés után rögzíve

#### E-csoport
| Hely. | Csapat            | M | Gy | D | V | G+ | G– | Gk | P  | Továbbjutás                                                        |  | RSO | MUN | SHE | OMO |
| ----- | ----------------- | - | -- | - | - | -- | -- | -- | -- | ------------------------------------------------------------------ |  | --- | --- | --- | --- |
| 1.    | Real Sociedad     | 6 | 5  | 0 | 1 | 10 | 2  | +8 | 15 | Továbbjutott a nyolcaddöntőbe                                      |  | —   | 0–1 | 3–0 | 2–1 |
| 2.    | Manchester United | 6 | 5  | 0 | 1 | 10 | 3  | +7 | 15 | Továbbjutott a nyolcaddöntő rájátszásába                           |  | 0–1 | —   | 3–0 | 1–0 |
| 3.    | Sheriff Tiraspol  | 6 | 2  | 0 | 4 | 4  | 10 | −6 | 6  | Átkerült az UEFA Európa Konferencia Liga nyolcaddöntő rájátszásába |  | 0–2 | 0–2 | —   | 1–0 |
| 4.    | Omónia            | 6 | 0  | 0 | 6 | 3  | 12 | −9 | 0  |                                                                    |  | 0–2 | 2–3 | 0–3 | —   |

1. 1 2  Az egymás elleni eredmény döntetlen. Az összes gólkülönbség döntött.

### Egyenes kieséses szakasz
Tekintve, hogy a United második lett a csoportban, a nyolcaddöntő rájátszásába kerültek az Európa-ligában, ahol a Bajnokok-ligájából kiesett csapatok egyikével fognak megmérkőzni egy helyért a nyolcaddöntőben. Nincs más angol csapat a rájátszásban, így megkaphatták az összes csoportharmadik együttest: Ajax, Barcelona, Bayer Leverkusen, Juventus, Red Bull Salzburg, Sevilla, Sahtar Doneck és Sporting CP. A sorsolást 2022. november 7-én végezték, ahol a United a Barcelona csapatát kapta meg. A két csapat korábban tizenhárom alkalommal találkozott, amelyek közül kiemelkedik az 1991-es kupagyőztesek Európa-kupájának döntője (ahol a United 2–1-re nyert), illetve a 2009-es és 2011-es Bajnokok-ligája döntők. Ez volt a két fél első találkozása a 2018–2019-es Bajnokok-ligája negyeddöntők óta, amit a United összesítésben 4–0-ra vesztett el.
Az első mérkőzésre 2023. február 16-án került sor a Camp Nou-ban. A Barcelona szerezte meg a vezetést a mérkőzésen az 50. percben Marcos Alonso fejesgóljával. Azt követően a Unitednek kevesebb, mint tíz perc kellett, hogy előnybe kerüljön, Marcus Rashford találatával, majd Jules Koundé öngóljával. A 72. percben Raphinha egyenlített ki, a végeredmény 2–2 lett. A visszavágót 2023. február 23-án rendezték Manchesterben. Ugyan ismét hátrányba került a United, ezúttal Robert Lewandowski büntetőjének köszönhetően, Fred és Antony góljaival megfordították a mérkőzést a második félidőben.
A nyolcaddöntőben a United a Real Betisszel játszott. Az első mérkőzést az Old Traffordon rendezték, 2023. március 9-én. Marcus Rashford már a hatodik percben előnyhöz juttatta a csapatot, miután a jobb felső sarokba rúgta a védelemtől megszerzett labdát. Ugyan a Leicester City csapatából kölcsön lévő Ayoze Pérez ki tudott egyenlíteni, Antony a tizenhatos jobb sarkáról az 52. percben a sarokba tekerte a labdát, ismét előnybe helyezve a Vörös Ördögöket. Mindössze hat perccel később Bruno Fernandes megszerezte a csapat harmadik gólját egy szöglet utáni fejesből. A 4–1-es végeredményt Wout Weghorst állította be, második United-góljával, a 82. percben, szinte bebiztosítva a továbbjutást. A visszavágót egy héttel később rendezték Spanyolországban. Marcus Rashford szerezte a United első és egyetlen gólját, amivel a legfiatalabb játékos (25 év, 136 nap) lett a csapat történetében, aki 25 gólt szerzett európai kupasorozatokban. A végeredmény 1–0 lett.
Az egyenes kieséses szakasz hátralévő részének sorsolását március 17-én tartották, a manchesteri csapat a spanyol Sevilla ellen fog játszani a negyeddöntőben. Ez az első alkalom, hogy a United egy szezonban egy európai kupasorozatban négy csapat ellen fog játszani ugyanabból az országból. Az angol csapat most először győzheti le az Európa-liga rekordbajnokát, azt követően, hogy kikaptak tőlük a 2017–2018-as UEFA-bajnokok ligája nyolcaddöntőben és a 2019–2020-as Európa-liga-elődöntőben. Az első mérkőzést április 13-án játszották az Old Traffordon. Marcel Sabitzer duplázni tudott az első félidőben, mindössze hét percen belül. Ahogy közeledett a mérkőzés vége, a 84. percben Jesús Navas beadta a labdát a tizenhatosba, ami Tyrell Malaciáról a saját kapujába pattant. A 92. percben egyenlített ki a Sevilla, miután Júszef el-Neszjrí beadása a kapuba pattant Harry Maguire-ről. A mérkőzésen komoly sérülést szenvedett a United két középső védője, Lisandro Martínez és Raphaël Varane is. A visszavágón el-Neszjrí szerezte az első gólt, előnybe helyezve a Sevilla csapatát először a párharc során. Lucas Ocampos majdnem megduplázta csapata előnyét még az első félidőben, de les miatt végül nem számított találata. A második félidő elején Loïc Badé tényleg meg tudta duplázni az előnyt, egy szöglet után. Végül De Gea hibáját követően a Sevilla végleg eldöntötte a párharcot, el-Neszjrí második találatával a találkozón. A United 5–2-es összesítéssel esett ki.
| Dátum             | Ellenfél     | Forduló                | H / V | Végeredmény | Góllövők                                             | Nézőszám |
| ----------------- | ------------ | ---------------------- | ----- | ----------- | ---------------------------------------------------- | -------- |
| 2023. február 16. | FC Barcelona | Nyolcaddöntő rájátszás | V     | 2–2         | Rashford 52', Koundé 59' (ö.g.)                      | 90 225   |
| 2023. február 23. | FC Barcelona | Nyolcaddöntő rájátszás | H     | 2–1         | Fred 47', Antony 73'                                 | 73 021   |
| 2023. március 9.  | Real Betis   | Nyolcaddöntő           | H     | 4–1         | Rashford 6', Antony 52', Fernandes 58', Weghorst 82' | 72 998   |
| 2023. március 16. | Real Betis   | Nyolcaddöntő           | V     | 1–0         | Rashford 55'                                         | 54 643   |
| 2023. április 13. | Sevilla      | Negyeddöntő            | H     | 2–2         | Sabitzer 14', 21'                                    | 72 825   |
| 2023. április 20. | Sevilla      | Negyeddöntő            | V     | 0–3         |                                                      |          |

## FA-Kupa
Premier League csapatként a Manchester United a harmadik fordulóban csatlakozik a kupához. Ahol a United a szintén a Premier Leagueben szereplő Everton csapatát kapta ellenfélnek. A mérkőzést január 6-án hazai pályán, az Old Traffordön rendezik. A United első FA-Kupa góljához alig 3 perc kellett, Antony talált be Jordan Pickford kapujába, amit követően az Everton kiegyenlített David de Gea hibája miatt. Az 52. percben Conor Coady a United hálója után sajátjába is betalált, megadva az előnyt a Vörös Ördögöknek, a továbbjutást Marcus Rashford biztosította be, egy 90+7. percben szerzett büntetővel.
A negyedik fordulóban a United 2023. január 28-án játszott a másodosztályú Reading ellen. A United szerezte az első gólt a mérkőzésen, Casemiro góljával, Antony gólpasszát követően. A brazil középpályás négy perccel később megduplázta az előnyt, egy tizenhatoson kívülről szerzett találattal, ezúttal a United harmadik brazilja, Fred gólpasszával. Nyolc perccel később Fred megszerezte saját gólját is, sarokkal. A Reading még tudott szépíteni Andy Carroll kiállítása után a 72. percben, de a végeredmény 3–1 lett.
A kupa nyolcaddöntőjében (vagy ötödik fordulójában) a United a West Ham United csapatát kapta, a mérkőzést március 1-én rendezték. A West Ham szerezte meg a vezetést Szaíd Benráhma góljával az 54. percben. Úgy tűnt Casemiro kiegyenlített kevesebb, mint 20 perccel később, de a brazil lesen volt fejese előtt. A United a 77. percben már tényleg kiegyenlített, mikor egy szöglet után a marokkói Nájf Ákerd saját kapujába fejelte a labdát. Alejandro Garnacho a 90. percben nyerte meg a mérkőzést a csapatnak, a tizenhatos jobb oldalából a távoli sarokba tekerve a labdát, majd a 95. percben Fred bebiztosította a győzelmet. A végeredmény 3–1 lett.
A negyeddöntőben a United a Fulham ellen játszott, március 19-én. A Fulham szerezte meg a vezetést az 50. percben, Aleksandar Mitrović találatával. A 71. percben Willian kézzel védte Jadon Sancho kapura tartó lövését, így a bíró kiállította, miután a videóbíró megerősítette a szabálytalanságot. Eközben a játékvezető leküldte a londoniak edzőjét, Marco Silvát is, majd az őt dühöngve meglökő Mitrović-ot, aki a Fulham első gólját szerezte. Bruno Fernandes értékesítette a büntetőt, majd mindössze két perccel később Marcel Sabitzer megszerezte első United-gólját, megfordítva a mérkőzést. A 3–1-es végeredményt a 94. percben állította be Fernandes.
Az elődöntőt 2023. április 23-án tartották a Wembley Stadionban, a Brighton & Hove Albion ellen, az 1983-as FA-Kupa döntőjének újrajátszásában, ahol a United diadalmaskodott. A mérkőzést a Vörös Ördögök nyerték meg tizenegyesek után, 7–6-ra. A United összes játékosa (Casemiro, Diogo Dalot, Jadon Sancho, Marcus Rashford, Marcel Sabitzer, Wout Weghorst, Victor Lindelöf) belőtte büntetőit, míg a Brighton utolsó büntetőrúgója, Solly March hibázott.
A döntőben a United a Manchester City ellen játszott 2023. június 3-án a Wembley Stadionban, a 190. manchesteri derbi keretei között és a két fél első találkozásán az FA-Kupa döntőjében. A City már 13 másodperccel a találkozó kezdete után betalált, İlkay Gündoğan góljával. A United a 31. percben büntetőt kapott, miután Jack Grealish kézzel ért a labdához, amit Bruno Fernandes értékesített is. Az 51. percben másodjára is előnybe került a City, ismét Gündoğan találatával.
| Dátum             | Forduló          | Ellenfél               | H / V | Végeredmény  | Góllövők                                         | Nézőszám |
| ----------------- | ---------------- | ---------------------- | ----- | ------------ | ------------------------------------------------ | -------- |
| 2023. január 6.   | Harmadik forduló | Everton                | H     | 3–1          | Antony 4', Coady 52' (ö.g.), Rashford 90+7' (b.) | 72 306   |
| 2023. január 28.  | Negyedik forduló | Reading                | H     | 3–1          | Casemiro 54' 58', Fred 66'                       | 73 416   |
| 2023. március 1.  | Nyolcaddöntő     | West Ham United        | H     | 3–1          | Ákerd 77' (ö.g.), Garnacho 90', Fred 90+5'       | 72 574   |
| 2023. március 19. | Negyeddöntő      | Fulham                 | H     | 3–1          | Fernandes 75', 90+4' (b.), Sabitzer 77'          | 73 511   |
| 2023. április 23. | Elődöntő         | Brighton & Hove Albion | S     | 0–0 (t. 7–6) |                                                  | 81 445   |
| 2023. június 3.   | Döntő            | Manchester City        | S     | 1–2          | Fernandes 33' (b.)                               | 83 179   |

## EFL Ligakupa
A hét angol csapat egyikeként, amelyek európai kupasorozatban szerepelnek, a Manchester United a harmadik fordulóban csatlakozott a kupához.
A csapat az első ligakupa mérkőzését a szintén a Premier Leagueben szereplő Aston Villa ellen játszotta, 2022. november 10-én, hazai pályán az Old Traffordon. Mindössze négy nappal az előző Villa elleni mérkőzésük után, a United a 48. percben hátrányba került Ollie Watkins gólját követően. Az után, hogy Martial mindössze 27 másodperccel később kiegyenlített, a birminghami csapat ismét előnyre tett szert, Diogo Dalot öngóljának köszönhetően. Marcus Rashford gólját követően a Unitednek 11 perc kellett, hogy először megszerezzék a vezetést a meccsen, mikor Bruno Fernandes a 78. percben betalált az ellenfél kapujába. A győzelmet Scott McTominay biztosította be, aki Alejandro Garnacho gólpassza után tudott gólt lőni.
A negyedik fordulóban a United a másodosztályú Burnley csapatát kapta, ismét hazai pályán. A Burnley ugyan jól kezdte a mérkőzést, de az első gólt a United tudta megszerezni, a 27. percben, Christian Eriksen révén. Marcus Rashford duplázta meg a Vörös Ördögök előnyét az 57. percben, ami elég is volt a United győzelméhez.
A negyeddöntőben a United a Charlton Athletic csapatát kapta.  A mérkőzést január 10-én hazai pályán, az Old Traffordon játszották. A vezetést Antony szerezte meg csapatának, a 21. percben a tizenhatoson kívülről tekerte a labdát a jobb felső sarokba, amit követően Rashford biztosította be a győzelmet a 90. és a 90+4. percben, amivel már háromból három ligakupa-mérkőzésen talált be. Ezen a mérkőzésen mutatkozott be Kobbie Mainoo és Facundo Pellistri, illetve először kezdett Tom Heaton.
Az elődöntőben a United ellenfelének a Nottingham Forest csapatát sorsolták, akik ellen diadalmaskodtak az 1992-es döntőben. Az első mérkőzésre január 25-én került sor. Marcus Rashford sorozatban negyedik ligakupa-mérkőzésén talált be, mikor megszerezte a vezetést a 6. percben. A 3–0-ás végeredményt Wout Weghorst első United-góljával és Bruno Fernandes találatával állította be a manchesteri csapat. A visszavágót február 1-én rendezték, amit a United könnyen megnyert Martial és Fred góljaival.
A döntőben a Newcastle United ellen játszott a manchesteri csapat. Ugyan a Newcastle jobban kezdett, a vezetést a Vörös Ördögök szerezték meg, Casemiro fejesével a 33. percben. Hat perccel később Rashford is betalált, de az angol támadó gólját a félidőben öngólnak adták meg, miután a labda megpattant Sven Botman lábán. A mérkőzést követően visszaadták a gólt Rashfordnak. Ez a két gól elég is volt, hogy Erik ten Hag megnyerje első trófeáját a United menedzsereként. David de Gea ezen a mérkőzésen döntötte meg Peter Schmeichel rekordját a legtöbb kapott gól nélküli mérkőzésként a United színeiben.
| Dátum              | Forduló          | Ellenfél          | H / V | Végeredmény | Góllövők                                                 | Nézőszám |
| ------------------ | ---------------- | ----------------- | ----- | ----------- | -------------------------------------------------------- | -------- |
| 2022. november 10. | Harmadik forduló | Aston Villa       | H     | 4–2         | Martial 49', Rashford 67', Fernandes 78', McTominay 90+1 | 72 512   |
| 2022. december 21. | Negyedik forduló | Burnley           | H     | 2–0         | Eriksen 27', Rashford 57'                                | 62 062   |
| 2023. január 10.   | Negyeddöntő      | Charlton Athletic | H     | 3–0         | Antony 21', Rashford 90' 90+4'                           | 74 345   |
| 2023. január 25.   | Elődöntő         | Nottingham Forest | V     | 3–0         | Rashford 6' Weghorst 45', Fernandes 89'                  | 29 325   |
| 2023. február 1.   | Elődöntő         | Nottingham Forest | H     | 2–0         | Martial 73', Fred 76'                                    | 72 315   |
| 2023. február 26.  | Döntő            | Newcastle United  | S     | 2–0         | Casemiro 33', Rashford 39'                               | 87 306   |

1. ↑  A Burnley elleni mérkőzést csökkentett nézőszám előtt kellett játszani az Old Traffordon, mert a városban nem volt elég elérhető mentő.[122]

## Statisztika
2023. június 3-i adatok alapján

### Pályára lépések és gólok
| #     | Poszt. | Név                | Liga          | Liga | FA Kupa       | FA Kupa | Ligakupa      | Ligakupa | Európa        | Európa | Összes        | Összes | Lapok | Lapok |
| #     | Poszt. | Név                | Pályára lépés | Gól  | Pályára lépés | Gól     | Pályára lépés | Gól      | Pályára lépés | Gól    | Pályára lépés | Gól    |       |       |
| ----- | ------ | ------------------ | ------------- | ---- | ------------- | ------- | ------------- | -------- | ------------- | ------ | ------------- | ------ | ----- | ----- |
| 1     | K      | David de Gea       | 38            | 0    | 6             | 0       | 2             | 0        | 12            | 0      | 58            | 0      | 2     | 0     |
| 2     | V      | Victor Lindelöf    | 14(6)         | 0    | 4             | 0       | 3(1)          | 0        | 6(1)          | 0      | 27(8)         | 0      | 2     | 0     |
| 4     | V      | Phil Jones         | 0             | 0    | 0             | 0       | 0             | 0        | 0             | 0      | 0             | 0      | 0     | 0     |
| 5     | V      | Harry Maguire ()   | 8(8)          | 0    | 3(1)          | 0       | 2(2)          | 0        | 3(4)          | 0      | 16(15)        | 0      | 9     | 0     |
| 6     | V      | Lisandro Martínez  | 24(3)         | 1    | 1(2)          | 0       | 4(1)          | 0        | 9(1)          | 0      | 38(7)         | 1      | 10    | 0     |
| 7     | CS     | Cristiano Ronaldo  | 4(6)          | 1    | 0             | 0       | 0             | 0        | 6             | 2      | 10(6)         | 3      | 3     | 0     |
| 8     | KP     | Bruno Fernandes    | 37            | 8    | 6             | 3       | 5             | 2        | 10(1)         | 1      | 58(1)         | 14     | 12    | 0     |
| 9     | CS     | Anthony Martial    | 11(10)        | 6    | 2             | 0       | 2(1)          | 2        | 2(1)          | 1      | 17(12)        | 9      | 0     | 0     |
| 10    | CS     | Marcus Rashford    | 32(3)         | 17   | 5(1)          | 1       | 4(2)          | 6        | 5(4)          | 6      | 46(10)        | 30     | 3     | 0     |
| 12    | V      | Tyrell Malacia     | 14(7)         | 0    | 3(1)          | 0       | 4             | 0        | 8(1)          | 0      | 29(9)         | 0      | 9     | 0     |
| 14    | KP     | Christian Eriksen  | 25(3)         | 1    | 4             | 0       | 2(2)          | 1        | 6(2)          | 0      | 37(7)         | 2      | 4     | 0     |
| 15    | KP     | Marcel Sabitzer    | 7(4)          | 0    | 2(1)          | 1       | 0(1)          | 0        | 2(1)          | 2      | 11(7)         | 3      | 1     | 0     |
| 17    | KP     | Fred               | 12(23)        | 2    | 1(5)          | 2       | 4(2)          | 1        | 6(2)          | 1      | 23(32)        | 6      | 9     | 0     |
| 18    | KP     | Casemiro           | 24(4)         | 4    | 4(1)          | 2       | 4(2)          | 1        | 11(1)         | 0      | 43(8)         | 7      | 12    | 2     |
| 19    | V      | Raphaël Varane     | 22(2)         | 0    | 2(1)          | 0       | 2             | 0        | 5             | 0      | 30(3)         | 0      | 3     | 0     |
| 20    | V      | Diogo Dalot        | 23(2)         | 1    | 3             | 0       | 3             | 0        | 8(2)          | 1      | 37(4)         | 2      | 7     | 0     |
| 21    | CS     | Antony             | 23(2)         | 4    | 4(1)          | 1       | 4(1)          | 1        | 8(1)          | 2      | 40(5)         | 8      | 7     | 0     |
| 22    | K      | Tom Heaton         | 0             | 0    | 0             | 0       | 2             | 0        | 0             | 0      | 2             | 0      | 0     | 0     |
| 23    | V      | Luke Shaw          | 30(1)         | 1    | 4             | 0       | 2(1)          | 0        | 4(5)          | 0      | 40(7)         | 1      | 10    | 0     |
| 25    | CS     | Jadon Sancho       | 21(5)         | 6    | 2(1)          | 0       | 0(2)          | 0        | 6(4)          | 1      | 29G(12)       | 7      | 0     | 0     |
| 27    | CS     | Wout Weghorst      | 10(7)         | 0    | 3(1)          | 0       | 3             | 1        | 4(2)          | 1      | 21(10)        | 2      | 2     | 0     |
| 28    | KP     | Facundo Pellistri  | 0(4)          | 0    | 0(1)          | 0       | 0(2)          | 0        | 1(2)          | 0      | 1(9)          | 0      | 3     | 0     |
| 29    | V      | Aaron Wan-Bissaka  | 16(3)         | 0    | 4             | 0       | 3(2)          | 0        | 5(1)          | 0      | 28(6)         | 0      | 3     | 0     |
| 30    | K      | Nathan Bishop      | 0             | 0    | 0             | 0       | 0             | 0        | 0             | 0      | 0             | 0      | 0     | 0     |
| 31    | K      | Martin Dúbravka    | 0             | 0    | 0             | 0       | 2             | 0        | 0             | 0      | 2             | 0      | 0     | 0     |
| 31    | K      | Jack Butland       | 0             | 0    | 0             | 0       | 0             | 0        | 0             | 0      | 0             | 0      | 0     | 0     |
| 33    | V      | Brandon Williams   | 0             | 0    | 0             | 0       | 0(1)          | 0        | 0             | 0      | 0(1)          | 0      | 0     | 0     |
| 34    | KP     | Donny van de Beek  | 2(5)          | 0    | 0             | 0       | 1             | 0        | 1(1)          | 0      | 4(6)          | 0      | 0     | 0     |
| 36    | CS     | Anthony Elanga     | 5(11)         | 0    | 0(1)          | 0       | 1(3)          | 0        | 1(4)          | 0      | 7(19)         | 0      | 0     | 0     |
| 38    | V      | Axel Tuanzebe      | 0             | 0    | 0             | 0       | 0             | 0        | 0             | 0      | 0             | 0      | 0     | 0     |
| 39    | KP     | Scott McTominay    | 10(14)        | 1    | 2(1)          | 0       | 3(1)          | 1        | 1(6)          | 1      | 16(22)        | 3      | 10    | 0     |
| 43    | V      | Teden Mengi        | 0             | 0    | 0             | 0       | 0             | 0        | 0             | 0      | 0             | 0      | 0     | 0     |
| 46    | KP     | Hannibal Medzsbrí  | 0             | 0    | 0             | 0       | 0             | 0        | 0             | 0      | 0             | 0      | 0     | 0     |
| 47    | CS     | Shola Shoretire    | 0             | 0    | 0             | 0       | 0             | 0        | 0             | 0      | 0             | 0      | 0     | 0     |
| 49    | CS     | Alejandro Garnacho | 5(14)         | 3    | 1(2)          | 1       | 3(2)          | 0        | 2(4)          | 1      | 11(22)        | 5      | 3     | 0     |
| 50    | K      | Radek Vítek        | 0             | 0    | 0             | 0       | 0             | 0        | 0             | 0      | 0             | 0      | 0     | 0     |
| 55    | KP     | Zidane Ikbál       | 0             | 0    | 0             | 0       | 0             | 0        | 0             | 0      | 0             | 0      | 0     | 0     |
| 56    | CS     | Charlie McNeill    | 0             | 0    | 0             | 0       | 0             | 0        | 0(1)          | 0      | 0(1)          | 0      | 0     | 0     |
| 73    | KP     | Kobbie Mainoo      | 0(1)          | 0    | 0(1)          | 0       | 1             | 0        | 0             | 0      | 1(2)          | 0      | 0     | 0     |
| 80    | V      | Tyler Fredricson   | 0             | 0    | 0             | 0       | 0             | 0        | 0             | 0      | 0             | 0      | 0     | 0     |
| Öngól | Öngól  | Öngól              | —             | 2    | —             | 1       | —             | 1        | —             | 1      | —             | 5      | N/A   | N/A   |

### Nemzetközi mérkőzések
A Manchester United a 2022–2023-as Európa-ligáját az E csoportban kezdte.
| Sorozat                       | Forduló                       | Klub                          | 1. mérkőzés | 2. mérkőzés | Össz.      | F.         |
| ----------------------------- | ----------------------------- | ----------------------------- | ----------- | ----------- | ---------- | ---------- |
| 2022–2023-as Európa-liga      | E Csoport                     | Real Sociedad                 | 0–1         | 1–0         | 2. hely    | [ 80 ]     |
| 2022–2023-as Európa-liga      | E Csoport                     | Sheriff Tiraspol              | 2–0         | 3–0         | 2. hely    | [ 80 ]     |
| 2022–2023-as Európa-liga      | E Csoport                     | Omónia Nicosia                | 3–2         | 1–0         | 2. hely    | [ 80 ]     |
| 2022–2023-as Európa-liga      | Nyolcaddöntő rájátszás        | FC Barcelona                  | 2–2         | 2–1         | 4–3        | [ 91 ]     |
| 2022–2023-as Európa-liga      | Nyolcaddöntő                  | Real Betis                    | 4–1         | 1–0         | 5–1        | [ 128 ]    |
| 2022–2023-as Európa-liga      | Negyeddöntő                   | Sevilla                       | 2–2         | 0–3         | 2–5        | [ 129 ]    |
| Gólok összesen (Gólkülönbség) | Gólok összesen (Gólkülönbség) | Gólok összesen (Gólkülönbség) | 21–12 (+9)  | 21–12 (+9)  | 21–12 (+9) | 21–12 (+9) |

## Díjak

### Csapat

#### A hónap díjai
| Hónap      | A hónap játékosa | A hónap játékosa   | A hónap játékosa | A hónap játékosa | A hónap gólja | A hónap gólja      | A hónap gólja | A hónap gólja                 | A hónap gólja       | A hónap gólja |
| Hónap      | #                | Játékos            | Poszt            | F.               | #             | Játékos            | Poszt         | Csapat ellen                  | Mérkőzés dátuma     | F.            |
| ---------- | ---------------- | ------------------ | ---------------- | ---------------- | ------------- | ------------------ | ------------- | ----------------------------- | ------------------- | ------------- |
| Augusztus  | 6                | Lisandro Martínez  | hátvéd           | [ 130 ]          | 25            | Jadon Sancho       | csatár        | Liverpool (bajnokság)         | 2022. augusztus 22. | [ 131 ]       |
| Szeptember | 14               | Christian Eriksen  | középpályás      | [ 132 ]          | 21            | Antony             | csatár        | Arsenal (bajnokság)           | 2022. szeptember 4. | [ 133 ]       |
| Október    | 18               | Casemiro           | középpályás      | [ 134 ]          | 21            | Antony             | csatár        | Manchester City (bajnokság)   | 2022. október 2.    | [ 135 ]       |
| November   | 49               | Alejandro Garnacho | csatár           | [ 136 ]          | 49            | Alejandro Garnacho | csatár        | Fulham (bajnokság)            | 2022. november 12.  | [ 137 ]       |
| December   | 10               | Marcus Rashford    | csatár           | [ 138 ]          | 10            | Marcus Rashford    | csatár        | Burnley (ligakupa)            | 2022. december 21.  | [ 139 ]       |
| Január     | 10               | Marcus Rashford    | csatár           | [ 140 ]          | 10            | Marcus Rashford    | csatár        | Arsenal (bajnokság)           | 2023. január 22.    | [ 141 ]       |
| Február    | 10               | Marcus Rashford    | csatár           | [ 142 ]          | 21            | Antony             | csatár        | Barcelona (Európa-liga)       | 2023. február 23.   | [ 143 ]       |
| Március    | 8                | Bruno Fernandes    | középpályás      | [ 144 ]          | 21            | Antony             | csatár        | Real Betis (Európa-liga)      | 2023. március 9.    | [ 145 ]       |
| Április    | 8                | Bruno Fernandes    | középpályás      | [ 146 ]          | 25            | Jadon Sancho       | csatár        | Tottenham Hotspur (bajnokság) | 2023. április 27.   | [ 147 ]       |
| Május      | 18               | Casemiro           | középpályás      | [ 148 ]          | 18            | Casemiro           | középpályás   | Bournemouth (bajnokság)       | 2023. május 20.     | [ 149 ]       |
|            |                  |                    |                  | [ 150 ]          |               |                    |               |                               |                     | [ 151 ]       |

### A bajnokságban
| Hónap      | A hónap játékosa | A hónap játékosa | A hónap játékosa | A hónap játékosa | A hónap menedzsere | A hónap menedzsere |
| Hónap      | #                | Játékos          | Poszt            | F.               | Név                | F.                 |
| ---------- | ---------------- | ---------------- | ---------------- | ---------------- | ------------------ | ------------------ |
| Szeptember | 10               | Marcus Rashford  | csatár           | [ 152 ] [ 153 ]  | Erik ten Hag       | [ 154 ] [ 155 ]    |
| Január     | 10               | Marcus Rashford  | csatár           | [ 156 ]          |                    |                    |
| Február    | 10               | Marcus Rashford  | csatár           | [ 157 ]          | Erik ten Hag       | [ 158 ]            |

### Szezon végi díjak
Május 25-én az akadémistáknak szóló Jimmy Murphy-díj és Denzil Haroun-díj is kiosztásra került, az előbbit Kobbie Mainoo, utóbbit pedig Daniel Gore kapta. A szezonban a United kapusa David de Gea nyerte el az Aranykesztűt a Premier Leagueben  A spanyol kapus 2023. május 13-án biztosította be a díj elnyerését, majd május 28-án vette át a díjat, melyet 17 kapott gól nélküli mérkőzésért kapott.
A csapat ebben a szezonban is megrendezte a hagyományokhoz híven az év végi díjátadó ceremóniáját 2023. május 29-én. A gálán a Sir Matt Busby-díj mellett a szezon gólját és a csapat tagjai által megválasztott szezon játékosát is díjazták. A szezon gólját Antony érdemelte ki, az FC Barcelona elleni találatával, ami bebiztosította a továbbjutást a Unitednek az Európa-ligában. A játékosok szezon játékosa és a Sir Matt Busby-díj győztese is Marcus Rashford lett, aki pályafutása addigi legjobb szezonját zárta. Ebben az évben adta át a United az első év rajongója díjat, amit a szezon során elhunyt Ian Stirlingről neveztek el és ő is nyerte meg.
| #  | Győztes         | Poszt       | Díj                         | Díjazás dátuma                                                                      | Megjegyzés                       | F.      |
| -- | --------------- | ----------- | --------------------------- | ----------------------------------------------------------------------------------- | -------------------------------- | ------- |
| 1  | David de Gea    | kapus       | Premier League Aranykesztű  | 2023. május 13. (A Wolves ellen) 2023. május 28. (hivatalos díjazás a Fulham ellen) | 17 CS                            | [ 160 ] |
| 73 | Kobbie Mainoo   | középpályás | Jimmy Murphy-díj            | 2023. május 25.                                                                     |                                  | [ 167 ] |
| 71 | Daniel Gore     | középpályás | Denzil Haroun-díj           | 2023. május 25.                                                                     |                                  | [ 168 ] |
| 10 | Marcus Rashford | támadó      | Sir Matt Busby-díj          | 2023. május 29.                                                                     | Első díja                        | [ 165 ] |
| 10 | Marcus Rashford | támadó      | A játékosok szezon játékosa | 2023. május 29.                                                                     |                                  | [ 164 ] |
| 21 | Antony          | támadó      | A szezon gólja              | 2023. május 29.                                                                     | vs. Barcelona, 2023. február 23. | [ 163 ] |
| –  | Ian Stirling    |             | Ian Stirling-díj            | 2023. május 29.                                                                     | Első átadás                      | [ 166 ] |

## Átigazolások

### Érkezők
| Dátum               | Poszt       | Név                | Honnan       | Ár                | F.      |
| ------------------- | ----------- | ------------------ | ------------ | ----------------- | ------- |
| 2022. július 5.     | hátvéd      | Tyrell Malacia     | Feyenoord    | 17 millió font    | [ 170 ] |
| 2022. július 15.    | középpályás | Christian Eriksen  | Brentford    | ingyen igazolható | [ 172 ] |
| 2022. július 17.    | hátvéd      | Lisandro Martínez  | Ajax         | 47 millió font    | [ 174 ] |
| 2022. augusztus 2.  | középpályás | Tom Huddlestone    | Hull City    | ingyen igazolható | [ 175 ] |
| 2022. augusztus 19. | középpályás | Casemiro           | Real Madrid  | 60 millió font    | [ 177 ] |
| 2022. augusztus 30. | támadó      | Antony             | Ajax         | 81 millió font    | [ 179 ] |
| 2023. február 27.   | támadó      | Gabriele Biancheri | Cardiff City | Nem nyilvános     | [ 180 ] |

### Távozók
| Dátum               | Poszt       | Név               | Hova                                                  | Ár                                                    | F.              |
| ------------------- | ----------- | ----------------- | ----------------------------------------------------- | ----------------------------------------------------- | --------------- |
| 2022. június 30.    | Kapus       | Lee Grant         | Visszavonult                                          | Visszavonult                                          | [ 181 ] [ 182 ] |
| 2022. június 30.    | Védő        | Paul McShane      | Visszavonult                                          | Visszavonult                                          | [ 182 ] [ 183 ] |
| 2022. június 30.    | Támadó      | Edinson Cavani    | Lejárt a szerződése, a Valenciahoz igazolt.           | Lejárt a szerződése, a Valenciahoz igazolt.           | [ 182 ] [ 185 ] |
| 2022. június 30.    | Védő        | Reece Devine      | Lejárt a szerződése, a Swindon Townhoz igazolt.       | Lejárt a szerződése, a Swindon Townhoz igazolt.       | [ 182 ]         |
| 2022. június 30.    | Középpályás | Jesse Lingard     | Lejárt a szerződése, a Nottingham Foresthez igazolt.  | Lejárt a szerződése, a Nottingham Foresthez igazolt.  | [ 182 ] [ 188 ] |
| 2022. június 30.    | Középpályás | Juan Mata         | Lejárt a szerződése, a Galatasaray-hoz igazolt.       | Lejárt a szerződése, a Galatasaray-hoz igazolt.       | [ 182 ] [ 190 ] |
| 2022. június 30.    | Középpályás | Nemanja Matić     | Lejárt a szerződése, az AS Romahoz igazolt.           | Lejárt a szerződése, az AS Romahoz igazolt.           | [ 182 ]         |
| 2022. június 30.    | Támadó      | D'Mani Mellor     | Lejárt a szerződése, az Wycombe Wanderershez igazolt. | Lejárt a szerződése, az Wycombe Wanderershez igazolt. | [ 182 ] [ 193 ] |
| 2022. június 30.    | Középpályás | Paul Pogba        | Lejárt a szerződése, a Juventushoz igazolt            | Lejárt a szerződése, a Juventushoz igazolt            | [ 182 ] [ 195 ] |
| 2022. június 30.    | Középpályás | Connor Stanley    | Lejárt a szerződése, a Bolton Wanderershez igazolt.   | Lejárt a szerződése, a Bolton Wanderershez igazolt.   | [ 182 ]         |
| 2022. július 7.     | Középpályás | Martin Šviderský  | Almería                                               | Nem nyilvános                                         | [ 197 ]         |
| 2022. július 8.     | Középpályás | Dylan Levitt      | Dundee United                                         | Nem nyilvános                                         | [ 198 ]         |
| 2022. július 11.    | Középpályás | Andreas Pereira   | Fulham                                                | 13 millió font                                        | [ 200 ]         |
| 2022. szeptember 1. | Középpályás | James Garner      | Everton                                               | 15 millió font                                        | [ 202 ]         |
| 2022. szeptember 1. | Csatár      | Tahith Chong      | Birmingham City                                       | 1,5 millió font                                       | [ 204 ]         |
| 2022. november 22.  | Csatár      | Cristiano Ronaldo | Felbontották a szerződését, az en-Naszrhoz igazolt.   | Felbontották a szerződését, az en-Naszrhoz igazolt.   | [ 206 ]         |

### Kölcsönben érkezők
| -tól                | -ig             | Poszt       | Név             | Honnan           | F.              |
| ------------------- | --------------- | ----------- | --------------- | ---------------- | --------------- |
| 2022. szeptember 1. | 2022. január 1. | kapus       | Martin Dúbravka | Newcastle United | [ 208 ]         |
| 2023. január 6.     | A szezon végéig | kapus       | Jack Butland    | Crystal Palace   | [ 209 ] [ 210 ] |
| 2023. január 13.    | A szezon végéig | csatár      | Wout Weghorst   | Burnley          | [ 211 ]         |
| 2023. január 31.    | A szezon végéig | középpályás | Marcel Sabitzer | Bayern München   | [ 212 ]         |

1. ↑  Eredetileg a szezon végéig, vásárlási opcióval[207]

### Kölcsönben távozók
| -tól                | -ig             | Poszt       | Név               | Hova                | F.              |
| ------------------- | --------------- | ----------- | ----------------- | ------------------- | --------------- |
| 2022. július 1.     | A szezon végéig | kapus       | Dean Henderson    | Nottingham Forest   | [ 213 ] [ 214 ] |
| 2022. július 26.    | A szezon végéig | védő        | Álvaro Carreras   | Preston North End   | [ 215 ]         |
| 2022. augusztus 4.  | A szezon végéig | védő        | Alex Telles       | Sevilla             | [ 216 ]         |
| 2022. augusztus 15. | A szezon végéig | védő        | Ethan Laird       | Queens Park Rangers | [ 217 ]         |
| 2022. augusztus 16. | 2023. január 1. | kapus       | Dermot Mee        | Altrincham          | [ 218 ]         |
| 2022. augusztus 24. | A szezon végéig | védő        | Eric Bailly       | Marseille           | [ 219 ]         |
| 2022. augusztus 29. | A szezon végéig | középpályás | Hannibal Medzsbrí | Birmingham City     | [ 220 ]         |
| 2022. augusztus 31. | A szezon végéig | csatár      | Amad Diallo       | Sunderland          | [ 221 ]         |
| 2022. szeptember 1. | A szezon végéig | védő        | Will Fish         | Hibernian           | [ 222 ]         |
| 2022. szeptember 1. | A szezon végéig | középpályás | Ethan Galbraith   | Salford City        | [ 223 ]         |
| 2022. szeptember 2. | A szezon végéig | védő        | Charlie Wellens   | Oldham Athletic     | [ 224 ]         |
| 2022. szeptember 9. | A szezon végéig | kapus       | Matěj Kovář       | Sparta Praha        | [ 225 ]         |
| 2023. január 19.    | A szezon végéig | csatár      | Shola Shoretire   | Bolton Wanderers    | [ 226 ]         |
| 2023. január 27.    | A szezon végéig | középpályás | Charlie Savage    | Forest Green Rovers | [ 227 ]         |
| 2023. január 30.    | A szezon végéig | kapus       | Ondřej Mastný     | Portadown           | [ 228 ]         |
| 2023. január 31.    | A szezon végéig | védő        | Di’Shon Bernard   | Portsmouth          | [ 229 ]         |
| 2023. január 31.    | A szezon végéig | csatár      | Charlie McNeill   | Newport County      | [ 230 ]         |
| 2023. február 1.    | A szezon végéig | védő        | Axel Tuanzebe     | Stoke City          | [ 231 ]         |
| 2023. február 1.    | A szezon végéig | védő        | Maxi Oyedele      | Altrincham          | [ 232 ]         |
| 2023. február 1.    | A szezon végéig | védő        | Sonny Aljofree    | Altrincham          | [ 232 ]         |
| 2023. február 1.    | A szezon végéig | csatár      | Joe Hugill        | Altrincham          | [ 232 ]         |
| 2023. február 9.    | A szezon végéig | kapus       | Tom Wooster       | Ramsbottom United   | [ 233 ]         |